# Ubuhlebezwe
Ubuhlebezwe – gmina w Republice Południowej Afryki, w prowincji KwaZulu-Natal, w dystrykcie Sisonke. Siedzibą administracyjną gminy jest Ixopo.